# A tengerészgyalogos
A tengerészgyalogos (eredeti cím: The Marine) 2006-ban bemutatott amerikai akciófilm, amit John Bonito rendezett Michelle Gallagher és Alan B. McElroy forgatókönyvéből. A történet egy volt tengerészgyalagosról szól, aki próbálja kiszabadítani a feleségét egy csapat gyémánttolvaj fogságából. A főszereplők közt megtalálható John Cena, Kelly Carlson és Robert Patrick. A produkciót a WWE Films készítette és ez volt profi pankrátor John Cena első filmes főszerepe.
A filmet az Amerikai Egyesült Államokban 2006. október 13-án mutatták be, Magyarországon az InterCom forgalmazásában jelent meg DVD-n 2007. május 2-án. A film 2009-ben kapott egy kizárólag DVD-n megjelent folytatást A tengerészgyalogos 2. címen, amit később négy további film követett.

## Cselekmény
Jack Triton amerikai tengerészgyalogos, aki korábban Irakban szolgált. Azonban hogy társai életét megmentse, egy alkalommal megszegi a felettese parancsát, ami miatt kidobják a seregből. Jack a hétköznapi életbe nehezen bír visszailleszkedni, ezért felesége, Kate elhatározza, hogy elviszi őt kirándulni a hegyekbe. Itt azonban összeakaszkodnak Rome-mal, a gyémánttolvajjal és bandájával, akik elrabolják Kate-et. John a banda nyomába ered, hogy kiszabadítsa feleségét, az üldözés során pedig nem válogat az eszközök közül.

## Szereplők
| Színész            | Szerep        | Magyar hang        |
| ------------------ | ------------- | ------------------ |
| John Cena          | John Triton   | Kamarás Iván       |
| Robert Patrick     | Rome          | Kőszegi Ákos       |
| Kelly Carlson      | Kate Triton   | Ruttkay Laura      |
| Anthony Ray Parker | Morgan        | Tóth Zoltán        |
| Abigail Bianca     | Angela        | Solecki Janka      |
| Jerome Ehlers      | Van Buren     | Bezerédi Zoltán    |
| Manu Bennett       | Bennett       | Fenyő Iván         |
| Damon Gibson       | Vescera       | Betz István        |
| Drew Powell        | Joe           | Elek Ferenc        |
| Frank Carlopio     | Frank         | Hujber Ferenc      |
| Robert Coleby      | Braun ezredes | Tarján Péter       |
| Lincoln Kennedy    | Önmaga        | Ifj. Jászai László |
| Christopher Morris | Rick          | Rajkai Zoltán      |